# Echinaster spinulosus
Echinaster spinulosus is een zeester uit de familie Echinasteridae.
De wetenschappelijke naam van de soort werd in 1869 gepubliceerd door Addison Emery Verrill.